# 八尾市議除名事件
八尾市議除名事件（やおしぎじょめいじけん）とは、1969年7月、部落解放同盟の大阪府八尾市西郡の同和住宅入居における不正問題に関する質問行為へ部落解放同盟が市議会を恫喝。これを一人跳ね除けて代表質問した斉藤議員を各会派に圧力をかけて除名させた事件。

## 経緯
当時、同市の同和公営住宅の入居決定権は部落解放同盟の支部に掌握されており、住宅が完成しても入居は進まない状態だった。この事実を斎藤市議が市議会本会議で代表質問しようとしたところ、3名の部落解放同盟大阪府連合会八尾市西郡支部員が議員控室に侵入して同市議に暴行。1969年6月23日、同市議は支部員らを刑事告訴。支部員らは大阪地方裁判所で有罪判決を受けた。
同年6月27日から6月28日にかけて、部落解放同盟大阪府連合会は約1000名を動員して八尾市庁舎内外を占拠。これによって八尾市議会における斎藤市議の代表質問を阻止しようとした。このために本会議は2回まで流会の憂き目を見たが、斎藤市議が一連の妨害を押して3回目の本会議で上述の代表質問をおこなったところ、市長は「一日も早く入居できるようにしたい」と答弁。
これに対して、部落解放同盟が「代表質問の内容は表面上問題がなくとも腹の中が差別にみちみちている」と主張して全市議に圧力を行使。その結果、同年7月7日、31対1で斎藤の除名が議決された。
同年7月8日、斎藤は、この処分につき大阪府知事に取消審決を申請すると共に、処分取消を求めて大阪地方裁判所に本訴を提起した。
同年7月19日、「斎藤議員の除名処分取消を要求する市民の会」が除名処分取消要求市民決起集会を八尾市役所前広場で開催する予定だったが、八尾市長が解同から圧力を受け、前日になって広場使用許可を取り消したため流会となる。「市民の会」は損害賠償を求めて八尾市を提訴。
同年8月11日、斎藤は解同大阪府連の書記長らを職務強要で大阪地方検察庁に刑事告訴。
同年9月20日、大阪地裁が除名処分の効力を停止する決定を下す。
しかし、取消審決申請の審理が終ったにも拘らず知事が審決を出そうとしなかったため、斎藤は大阪地裁に不作為の違法確認の本訴をも提起。これによって、1970年10月、大阪地裁から知事の審決の遅延を違法とする判決を得た。
1970年12月、大阪府知事が除名処分取消を決定。これによって斎藤の市議復帰が実現した。
1973年12月13日、除名処分取消要求市民決起集会流会の件につき、大阪地裁が八尾市に22万7000円の損害賠償の支払いを命じた。